# Hans Gebhard (Komponist)
Hans Gebhard (* 18. August 1897 in Dinkelsbühl; † 2. Oktober 1974 in Augsburg) war ein deutscher Komponist und Musikpädagoge.
Gebhard studierte an der Akademie der Tonkunst München Komposition und Orgel, unter anderem bei Joseph Haas. Ab 1929 war er in seiner Heimatstadt Dinkelsbühl als Schul- und Musiklehrer tätig. 1936 ging er als Dozent für Musikerziehung an die Hochschule für Lehrerbildung in Würzburg und wurde dort 1940 Städtischer Musikdirektor und in Personalunion ab 1. April 1942 und Nachfolger von Studienrat Eduard Eichler Städtischer Musikbeauftragter. Zum 1. Mai 1937 war er der NSDAP beigetreten (Mitgliedsnummer 5.431.214). Ab 1949 vertrat er das Fach Musikerziehung an der Lehrerbildungsanstalt in Lauingen (Donau). Nach deren Verlegung 1956 als Pädagogische Hochschule nach Augsburg wurde er dorthin als Professor berufen.
Von ihm stammen sinfonische Werke, Requiems, eine Missa Gotica sowie Konzerte für Klavier und Violoncello.
Seine Brüder Max und Ludwig waren ebenfalls Musiker.